# Batalla de La Victoria (1812)
La Batalla de La Victoria (20-29 de junio de 1812) fue un enfrentamiento militar de la Guerra de independencia de Venezuela, en la que fuerzas realistas al mando del capitán de fragata Domingo de Monteverde atacaron sin éxito las líneas defensivas patriotas en La Victoria, dirigidas por el generalísimo Francisco de Miranda.

## Antecedentes
El 8 de febrero de 1812, desembarcó en La Vela de Coro el capitán de fragata de origen canario Domingo de Monteverde con una compañía de marina compuesta por 3 oficiales y 120 soldados. Se ganó la confianza y el apoyo del coronel José Ceballos, gobernador de Coro, partiendo de la villa el 10 de marzo con el sacerdote Andrés Torrellas y 200 hombres con rumbo a Siquisique. Ahí se rebeló el capitán indígena Juan de los Reyes Vargas el 15 de marzo, permitiendo la entrada del canario dos días más tarde. De inmediato, empieza a reclutar más hombres, capturando Carora el 23 de marzo. La campaña estaba resultando un auténtico paseo militar, aunque las órdenes de Ceballos eran avanzar sólo hasta Carora. Tres días después se ve favorecido por un terremoto que devasta la Primera República de Venezuela, alienando a la población contra los independentistas. Aprovecha el caos para avanzar al centro del país, venciendo en Los Colorados el 25 de abril. El 3 de mayo entraba en Valencia, capital del gobierno republicano, venciendo en un combate de varios días.
Durante su avance, Monteverde empezó a mostrar su carácter autoritario y falta de respeto a las autoridades realistas. En Valencia creó un tribunal de secuestros para embargar bienes a los patriotas, justificándose en que serían usados para pagar al Real Fisco los costos de la campaña. A todo aquel que se mostraba crítico con la represión de sus canarios lo enviaba de vuelta a Coro. Los principales afectados fueron vecinos de Valencia y Puerto Cabello. Cuando Ceballos, su superior inmediato, por órdenes del capitán general Fernando Miyares, quiso asumir el mando de la expedición, el capitán de fragata dejó claro que no lo permitiría, anunciando que tenía órdenes de actuar con autonomía. Cuando se reunieron en Valencia frente a frente, Monteverde le propuso dividir el mando, el canario seguiría al mando de la expedición mientras Ceballos mandaría las fuerzas venidas de Coro. El coronel se dio cuenta de lo perjudicial que era y se negó, entregándole el mando de los refuerzos que traía y volvió a Coro. De este modo, Ceballos evitó el riesgo de una guerra interna entre monárquicos que sólo hubiera favorecido a los republicanos.

## Fuerzas enfrentadas

### Realistas
El «Ejército Pacificador de Coro» fue subestimado por sus contrincantes republicanos, quienes veían en las enemistades internas un obstáculo mayor a sus planes. Por ejemplo, Pedro Gual afirmaba «Repito á Ud. lo que le tengo dicho tantas ocasiones: expurgar esta ciudad [Caracas] de enemigos interiores, vale más que batir tres á cuatro mil Corianos». Posteriormente, la historiadora Lucila Luciani de Pérez Díaz llegó a afirmar sobre la posterior caída de Miranda: «el enemigo no era Monteverde con sus tres mil y pico de corianos... el enemigo eran... todos los que directa o indirectamente prepararon a Monteverde el camino del triunfo: las autoridades constituidas, Poder Ejecutivo Federal, Poder Ejecutivo Provincial, Poder Judicial, Cámara Legislativa, etc.», y «¿Se habrá calculado, por ventura, cuántos eran los enemigos de Miranda? No eran únicamente los dos mil y pico de corianos». El historiador venezolano, doctor Antonio Parejo agregaba:

Los realistas de Coro y Maracaibo trabajan activamente para conmover el país, y amenazaban continuamente con una invasión que debía hacerse de Coro, y que hacía subir a dos mil hombres; pero la verdad es que en aquella ciudad ni hubo nunca tal número de gente, ni medio de armarlos, y mucho menos de mantenerlos. Por el tiempo que hablamos, lo más que habría podido reunir Ceballos era cosa de quinientos hombres, incluyendo en ellos ciento veinte soldados de marina que babia llevado de Puerto Rico el Capitán de Navío Don Domingo Monteverde».

Este «egército Coriano» fue creciendo a medida que marchaba desde Coro al centro del país, reclutando continuamente voluntarios por donde pasaba. De Urquinaona también menciona a Ceballos admitiendo que en marzo de 1812 «habia tocado la última consternacion al ver desnudos y pereciendo de hambre los únicos 400 hombres que tenemos sobre las armas para la defensa del territorio». El historiador venezolano Edgar Esteves González creía que eran unos 200 fusileros cuando salieron de Coro, a los que se sumaron 400 a 500 indígenas al pasar por Siquisique. Provenían de ese pueblo y los vecinos Moroturo, San Miguel y Río de Tocuyo, aunque Monteverde sólo tenía 500 fusiles y 10.000 a 11.000 cartuchos y un obús. Tuvo la suerte que el terremoto le permitió sacar de las ruinas de Barquisimeto 7 cañones, 600 tiros de artillería, 50 tiendas de campañas y numerosos fusiles y municiones extras. En ese momento empezó a planificar atacar el centro de Venezuela, por lo que solicitó 400 a 500 refuerzos a Coro. El colombiano José Manuel Restrepo sostenía que eran 1.000 infantes y 180 jinetes cuando lucharon en Los Colorados. Además, el realista capturó 2 cañones, más de 500 fusiles, muchos pertrechos y todo un tren de bagaje en Los Colorados. El coronel Ceballos le trajo 100 soldados de línea recién llegados de Cádiz y Puerto Rico y 400 milicianos corianos (o 300 españoles y 400 corianos) al llegar a Valencia. El historiador argentino Bartolomé Mitre afirma que eran unos 1.000 al salir de Barquisimeto y se les sumaron los 500 refuerzos en Valencia. El historiador y militar venezolano, Héctor Bencomo Barrios, afirmaba que al momento de llegar a Valencia eran unos 1.559 hombres, incluyendo 60 oficiales, 2 cirujanos, 3 oficiales y milicianos sueltos, 3 maestres anexos, 3 empleados de la Real Hacienda y 1.488 soldados de infantería, artillería, caballería y de una compañía de marina. El autor realista, José Francisco de Heredia, sostenía que cuando Ceballos y Monteverde negociaron en Valencia: «Lo más en que convino Monteverde fue en que aquel [Ceballos] mandase las fuerzas que, hasta el número de mil y doscientos, salieran de Coro, y él [Monteverde] mandaría las reunidas en el interior». Además, recuérdese que el coronel Ceballos ya había traído otros 400 corianos y 100 regulares desde Coro. De Heredia también señala que Monteverde, aún después de la unión con las tropas de Ceballos, apenas tenía 1.500 hombres. Después agregaba sobre los corianos «Más de mil y quinientos hombres de sus milicias, que salieron para el interior en distintas ocasiones, no habían vuelto, pues Monteverde reputaba estas tropas como veteranas y las únicas en que podía tener entera confianza».
El irlandés Daniel Florencio O'Leary dice que Coro aportó 1000 hombres a la expedición de Monteverde, lo que dejó la ciudad prácticamente indefensa. El francés Clément Thibaud afirma que los realistas eran 647 veteranos de los batallones Real Cuerpo de Artillería, de la Compañía de la Real Marina, de la Infantería de la Reina, de los Veteranos de Maracaibo y de las Compañías Americanas, sumados a 903 milicianos de caballería y de pardos provenientes de Coro, Casicure, Paraguaná, San Luis y Pedregal. El historiador español José Semprún los distribuye en 130 soldados y oficiales de marina venidos de Puerto Rico, 400 veteranos reclutados en Maracaibo y otras poblaciones cercanas y 1.000 milicianos reclutados en Coro, Moruy y Santa Ana.
El diplomático español Julio Albi de la Cuesta sostiene que Coro aportó cerca de 1.500 milicianos a la campaña.
Al momento de luchar en La Victoria, las fuerzas realistas habían crecido a 3.000 hombres según Esteves González, repitiendo los datos aportados por el realista José Domingo Díaz. Por su parte, Mitre y Restrepo dan un número ligeramente superior, 3.100. Por su parte, el español Pedro Urquinaona decía que apenas 400 hombres mal armados tomaron Valencia.

### Patriotas
Según el cronista realista Mariano Torrente, al momento del terremoto, los republicanos tenían 1.000 hombres en Barquisimeto y 5.000 en Caracas para enfrentar a Monteverde; sin contar con 2.500 soldados y 32 buques en una expedición a Guayana. También menciona que en Puerto Cabello y otros puntos de la costa estaban fondeados tres bergantines, una goleta, cañoneras y algunas lanchas flecheras. El historiador Caracciolo Parra Pérez afirma que en marzo el gobierno de Valencia tenía 5.000 hombres, de los cuales 3.000 eran parte del ejército de operaciones destinado a proteger un frente de San Felipe a Mérida, el resto estaba como guarniciones en Caracas, La Guaira, Aragua y Puerto Cabello. Respecto a las tropas en el este, también las menciona como una agrupación aparte, con el mismo número de efectivos que menciona Torrente y estarían acantonadas en Cumaná y Barcelona. Sobre las fuerzas navales, da los mismos datos que el cronista anterior, aunque agrega la presencia de varios transportes. El periodista español Fernando Patxot estimaba que la Primera República tenía 20.000 hombres en total.
Acorde a Díaz y Esteves González, para el momento de la batalla final, Miranda había reunido 5.000 efectivos en su ejército de campaña. En cambio, Mitre afirma que al momento de darse el combate en Maracay el generalísimo tenía 4.000 combatientes a los que se sumaron 28 cañones que instaló en La Victoria. El colombiano José Manuel Restrepo une ambos cálculos, estimando en 5.000 republicanos con 28 piezas de artillería. Este último cálculo proviene de datos aportados por el propio Monteverde en un oficio. Urquinaona reduce este número a 3.500 al momento de defender Valencia. José Francisco de Heredia aumenta el ejército a 6.000 en su crónica, agregando que estaban bien entrenados y armados, con los recursos de Caracas y La Guaira como respaldo. Un oficio, escrito un mes después, describe al ejército republicano en 4.472 plazas, de estos 3.979 infantes, apenas 2.277 con fusiles, y 493 jinetes, no todos montados.

## Enfrentamiento

### Maracay
Después que los realistas se hicieron con Valencia, el generalísimo Francisco de Miranda asumió una posición defensiva en el desfiladero de La Cabrera, un paso estrecho y fácil de defender entre una sierra y la orilla meridional del lago de Valencia. Clavó estacas, cavó fosos, construyó baterías y organizó una flotilla en el cuerpo de agua para mantener comunicadas las posiciones. Sin embargo, al ceder la iniciativa a Monteverde su prestigio militar se vio disminuido a los ojos de sus lugartenientes. A nivel político, el generalísimo público la ley marcial el 20 de mayo, la que fue acompañada de una orden de movilización a todos los ciudadanos capaces de portar las armas, ofrecer la libertad a todo esclavo que se uniera a su ejército.
El capitán de fragata decidió cargar contra las defensas patriotas, pero fue rechazado el 19 y 26 de mayo con fuertes perdidas. Posteriormente, recibió armas y soldados de Coro y lanzó un tercer ataque el 12 de junio, pero nuevamente fracaso. Sin embargo, un desertó del ejército republicano le informó de un paso a través de los montes. Una parte de su ejército avanzó por el camino hacia los valles de Aragua, sorprendiendo a dos destacamentos que guarnecían un flanco de la línea defensiva y ocupando las alturas de Maracay, forzando a Miranda a emprender una retirada durante la noche del 17 de junio, debiendo quemar parte de sus municiones y víveres. Fue la única forma en que pudo evitar ser rodeado.

### La Victoria
El ejército independentista se refugió en La Victoria, tratando de bloquear el camino a Caracas. Miranda ordenó al brigadier de ingenieros, Joaquín Pineda, mejorar las trincheras y fortines. Fue el 20 de junio cuando compañías de los monárquicos, lideradas por Monteverde, asaltaron las posiciones de guardia avanzadas de los republicanos. Los vencidos huyeron a su campamento, causando pánico, pero Miranda logró recuperar el orden y repeler el ataque, haciendo que su enemigo huyera en confusión, sin embargo, apenas fue perseguido y las compañías pudieron reunirse con el grueso de su ejército y ocupar el Cerro Grande frente a La Victoria.
Poco después, el coronel realista Eusebio Antoñanzas llegó con refuerzos, volviendo victorioso de su campaña en Calabozo. Esto dio ánimos a Monteverde, quien decidió un nuevo ataque el 29 de junio, resultando vencido con graves pérdidas y agotando sus municiones. Las líneas republicanas estaban comandadas por el coronel Juan Pablo Ayala y el comandante Rafael Chatillón. La derrota fue tan tremenda que un consejo de oficiales monárquicos decidió retirarse a Valencia, sin embargo, un asistente le aconsejó al capitán de fragata esperar tres días. Miranda no lo sabía, pero de haber sacado partido de la victoria hubiera ganado la guerra. Los monárquicos estaban en una posición delicada, lejos de su base en Coro y sin posibilidades de avituallamiento.

## Consecuencias
En esos días la situación empezó a cambiar. Primero, llegaron noticias del 24 de junio, cuando estalló una rebelión de esclavos en los valles al sudeste de Caracas promovida por los españoles. Se desconoce cuántos tomaron las armas, pero Miguel José Sanz menciona que en los valles de Curiepe, Capaya, Tacarigua, Mamporal, Guapo, Riochico, Panaquire, Tapipa y Caucagua cuatro a cinco mil esclavos estaban alzados, incluyendo mujeres y niños, de los que 500 a 1000 podían ser hombres capaces de luchar, y si se le sumaban los libres podían llegar a 2000. Los negros, sin liderazgo claro, saquearon y cometieron todo tipo de excesos, especialmente contra los blancos, y marcharon sobre la indefensa ciudad, debiendo Miranda enviar tropas a protegerla. Sin embargo, lo peor ocurrió el 30 de junio, cuando se alzaron en armas los prisioneros de Puerto Cabello, mostrándose el coronel Simón Bolívar incapaz de contener la situación. La pérdida de esta fortaleza le dio nuevos reclutas a Monteverde, pero especialmente, sus almacenes estaban rebosantes de armas y municiones, marcando la condena de muerte de la Primera República.
Para entonces, las provincias de Mérida, Trujillo y Barinas se habían pronunciado a favor del rey Fernando VII de España, la mitad occidental de la provincia de Caracas estaba ocupada por los monárquicos al igual que los llanos de Calabozo y el sudeste, donde la rebelión de esclavos continuaba.

### Estudios de la época
- Dávila, Vicente (1950). Archivo del General Miranda XXIV. La Habana: Editorial Lex.
- De Austria Reina, José (1857). Bosquejo de la historia militar de Venezuela en la guerra de su Independencia I. Valencia: Imprenta del coronel Juan D'Sola.
- De Heredia, José Francisco (1895).  José María Heredia y Heredia & Enrique Piñeyro, ed. Memorias sobre las revoluciones de Venezuela. París: Garnier Hermanos.
- De Heredia, José Francisco (1916). Memorias del Regente Heredia (de las Reales Audiencias de Caracas y México): dividida en cuatro épocas: Monteverde, Bolívar, Boves, Morillo. Madrid: Editorial América.
- De Urquinaona y Pardo, Pedro (1820). Documentada del origen y progresos del trastorno de las Provincias de Venezuela hasta la exoneración del Capitán General Don Domingo de Monteverde. Madrid: Imprenta Nueva.
- De Urquinaona y Pardo, Pedro (1835). Resumen de las causas principales que prepararon y dieron impulso a la emancipación de la América española. Madrid: L.F. de Angulo.
- Díaz, José Domingo (1829). Recuerdos sobre la rebelión de Caracas. Madrid: Imprenta de D. León Amarita.
- Martínez Silva, Carlos (1889). Biografía de don José Fernández Madrid. Bogotá: F. Pontón.
- Mitre, Bartolomé (1888). Historia de San Martín y de la emancipación sud-americana (según nuevos documentos) III. Buenos Aires: La Nación.
- O'Leary, Daniel Florencio (1883). Memorias del General O'Leary I. Caracas: Imprenta de "El Monitor".
- Parejo, Antonio (1914). «Historia de Colombia». Boletín de la Academia Nacional de la Historia (BANH) (Caracas: Tipografía Americana) III (4).
- Patxot y Ferrer, Fernando (1856). Los héroes y las grandezas de la tierra: anales del mundo, formación, revoluciones y guerras de todos los imperios, desde la creación hasta nuestros días la famosa é inapreciable historia universal VII. Madrid, Barcelona: Librería de José Cuesta; imprenta de Cervantes.
- Restrepo, José Manuel (1858). Historia de la revolución de República de Colombia en la América meridional II. Besazón: Imprenta de José Jacquin.
- Rojas, José María (1884). El general Miranda. París: Garnier hermanos.
- Torrente, Mariano (1829). Historia de la revolución hispano-americana I. Madrid: Imprenta de León de Amarita.
- Zabala, José Ignacio (1813). Breve resumen de los esfuerzos hechos por la provincia de Coro desde el 19 de Abril de 1810 hasta la pacificación general de Venezuela. Cádiz: Imprenta de Figueroa.

### Moderna
- Albi de la Cuesta, Julio (1990). Banderas olvidadas: El Ejército español en las guerras de Emancipación. Madrid: Ediciones de Cultura Hispánica. ISBN 84-7232-547-4.
- Castellanos Villegas, Rafael Ramón; Jacinto Rafael Pérez Arcay (1983). Bolívar. Documentario de la libertad III. Caracas: Cortesía del Banco Central de Venezuela para las Ediciones de la Presidencia de la República & Comisión Historia del Ministerio de la Defensa de Venezuela.
- Encina, Francisco Antonio (1958). La primera República de Venezuela: bosquejo psicológico de Bolívar. Santiago: Nascimiento.
- Esteves González, Edgar (2004). Batallas de Venezuela, 1810-1824. Caracas: El Nacional. ISBN 978-980-388-074-3.
- Febres-Cordero G., Julio (1973). El primer ejército republicano en la campaña de Coro. Caracas: Contraloría General de la República.
- Fuentes-Figueroa Rodríguez, Julián (1995). La creación de la República de Venezuela, 1808-1812. Caracas: Ediciones de la Presidencia de la República.
- Lombardi Boscán, Ángel Rafael (2019). Banderas del rey: la visión realista de la independencia. Zaragoza: Prensas de la Universidad de Zaragoza. Prólogo de Jordi Canal. ISBN 9788417633516.
- Luciani de Pérez Díaz, Lucila (1950). «¡Bochinche! (La Capitulación)». Boletín de la Academia Nacional de la Historia (BANHC) (Caracas) XXXIII (129): 54-89.
- Luciani de Pérez Díaz, Lucila (2006). Historia mínima. Caracas: BanCaribe. ISBN 9789801220510.
- Parra Pérez, Caracciolo (1992). Historia de la Primera República de Venezuela. Caracas: Biblioteca Ayacucho. Estudio preliminar de Cristóbal L. Mendoza. Cronología y bibliografía de Rafael Ángel Rivas.
- Semprún, José; Alfonso Bullón de Mendoza Gómez de Valugera (1992). El ejército realista en la independencia americana. Madrid: Mapfre. ISBN 9788471005182.
- Thibaud, Clément (2003). Repúblicas en armas: los ejércitos bolivarianos en la Guerra de Independencia en Colombia y Venezuela. Lima: Instituto Francés de Estudios Andinos. ISBN 9789584206145.

- Datos: Q17622613